# I Am Furious (Yellow)
I Am Furious Yellow, llamado Estoy furioso en Hispanoamérica y Estoy verde de rabia en España, es un episodio correspondiente a la decimotercera temporada de la serie animada Los Simpson, emitido originalmente el 28 de abril de 2002. El episodio fue escrito por John Swartzwelder y dirigido por Chuck Sheetz. En el episodio, Bart crea una historieta inspirada en su padre y la cual se vuelve famosa.

## Sinopsis
Cuando Geoff Jenkins, el creador de la famosa caricatura "Perro Peligro", da una charla de la vida fácil de un caricaturista en la escuela de Springfield, dice que su secreto para llegar a eso era que había dejado el colegio. El director Skinner no lo recibe muy bien y lo saca de la clase, aunque después todos los estudiantes se motivan a crear su propia caricatura. La gran mayoría de los bocetos no son más que variaciones de Perro Peligroso.
Bart crea una caricatura llamada "Chico Peligro", la cual es vista por el tipo de la tienda de revistas y por Stan Lee y es rechazada inmediatamente, pero Stan Lee lo anima a crear algo más original. Bart busca de nuevo inspiración y se da cuenta de que las anécdotas diarias de su padre Homer son muy graciosas, por lo que dibuja entonces una historieta llamada "Angry Dad" ("Papá Enojado" en Hispanoamérica; "Papá Rabioso" en España), presentando cosas graciosas que Homer hace cuando se enfada y la historieta se vuelve un éxito.
Un representante de la compañía de Internet BetterThanTV.com se acerca a Bart y le ofrece convertir a "Angry Dad" en una caricatura de Internet. Bart acepta y es así como "Angry Dad" se vuelve muy popular, terminando por ser el sitio no pornográfico de Internet más visitado.
Cuando Homer se da cuenta de lo que ha hecho Bart, inicialmente se enfurece y lo estrangula, hasta que Marge y Lisa lo detienen y Homer confirma que tiene un problema con la ira. En vista de esto, Homer decide aguantar los ataques de ira. Esto pone en problemas a Bart, pues ya no puede producir más episodios de "Angry Dad" si Homer no se enfada.
La nueva actitud de Homer es difícil de mantener, especialmente desde que comienzan a sucederle continuos incidentes que lo harían enfurecer. Aunque Homer mantiene su compostura con gran dificultad.
Bart entonces le tiende una trampa a Homer para encender su ira. Mientras tanto, cuando Bart visita la oficina de BetterThanTV.com, encuentra que ésta ha entrado en quiebra, así que no necesita más que Homer caiga en la trampa, pero es demasiado tarde.
Homer cae en la trampa y termina cayendo dentro de una piscina inflable llena de pintura verde, que desata toda su ira acumulada (la ira se acumuló en forúnculos alrededor del cuello), quedando muy parecido al hombre furioso (Hulk).
Después de que la travesura de Bart y la rabia de Homer causara daños por diez millones de dólares, a Homer le diagnostican un caso especial de ira. El resto de la familia se enoja con Bart hasta que el Dr. Hibbert les dice que de no ser por la trampa de Bart, la supresión de la ira por parte de Homer hubiera llevado a sobrecargar el sistema nervioso y hubiese muerto. Homer agradece a Bart por salvar su vida llevándolo de pesca.

## Referencias culturales

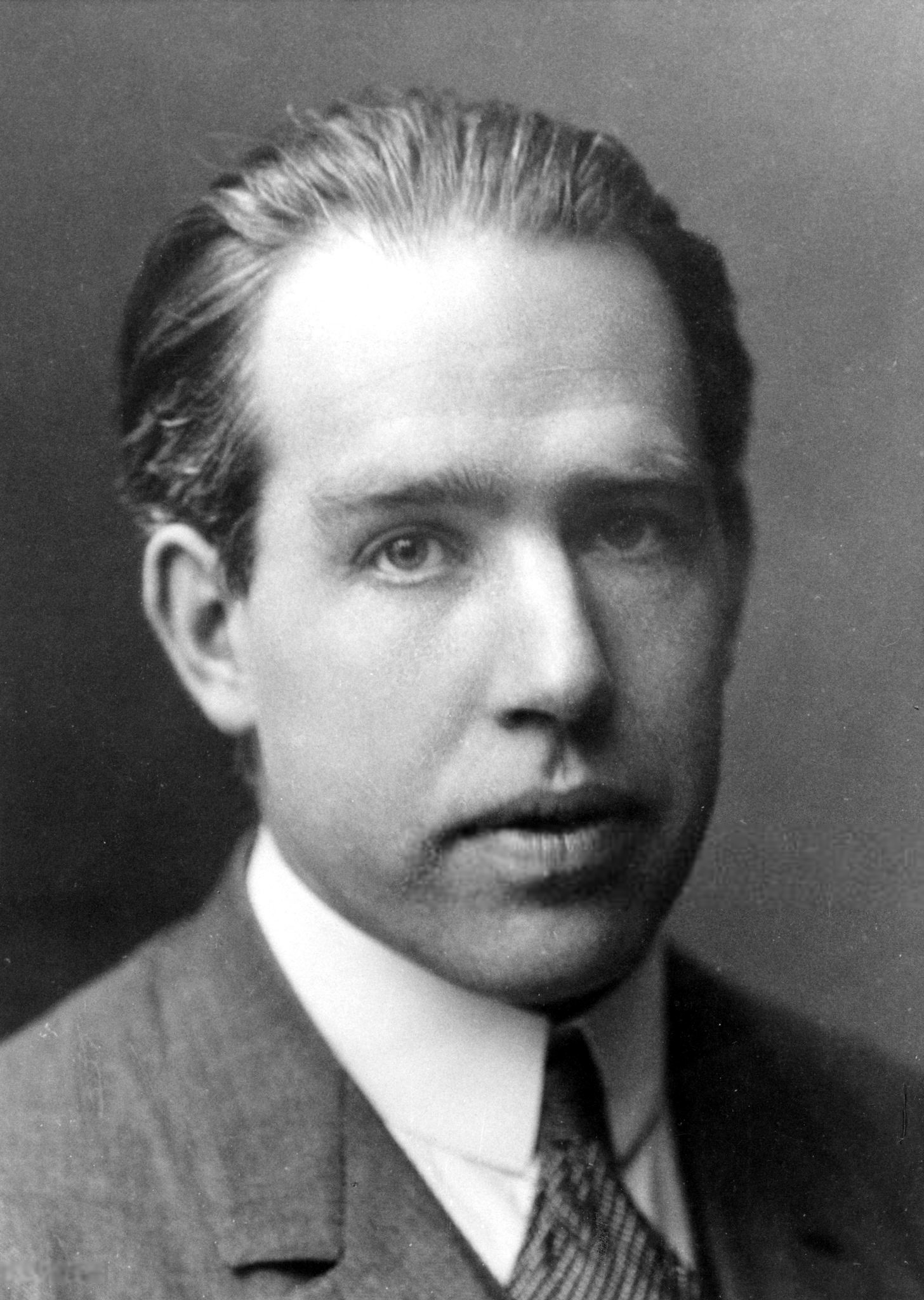
Homer también está furioso por un documental del físico danés Niels Bohr.